# Cantón de Fronsac
El cantón de Fronsac era una división administrativa francesa, que estaba situada en el departamento de Gironda y la región de Aquitania.

## Composición
El cantón estaba formado por dieciocho comunas:
- Asques
- Fronsac
- Cadillac-en-Fronsadais
- Galgon
- La Lande-de-Fronsac
- La Rivière
- Lugon-et-l'Île-du-Carnay
- Mouillac
- Périssac
- Saillans
- Saint-Aignan
- Saint-Genès-de-Fronsac
- Saint-Germain-de-la-Rivière
- Saint-Michel-de-Fronsac
- Saint-Romain-la-Virvée
- Tarnès
- Vérac
- Villegouge

## Supresión del cantón de Fronsac
En aplicación del Decreto n.º 2014-192 de 20 de febrero de 2014, el cantón de Fronsac fue suprimido el 22 de marzo de 2015 y sus 18 comunas pasaron a formar parte; dieciséis del nuevo cantón de Libourne de Fronsac y dos del nuevo cantón de Norte de Gironda.